# Saxifraga x pseudocontinentalis
Saxifraga x pseudocontinentalis es una planta herbácea de la familia de las saxifragáceas.
Es un híbrido compuesto por las especies Saxifraga canaliculata y Saxifraga babiana.

## Taxonomía
Saxifraga x pseudocontinentalis fue descrita por T.E.Díaz, Fern.Areces & Pérez Carro y publicado en Anales Jard. Bot. Madrid 47: 75 1989 publ. 1990.
Etimología
Saxifraga: nombre genérico que viene del latín saxum, ("piedra") y frangere, ("romper, quebrar"). Estas plantas se llaman así por su capacidad, según los antiguos, de romper las piedras con sus fuertes raíces. Así lo afirmaba Plinio, por ejemplo.
pseudocontinentalis: epíteto